# Myotubuläre Myopathie
Als Myotubuläre Myopathie oder  zentronukleäre Myopathie wird eine Familie seltener Muskelerkrankungen aus der Gruppe der angeborenen Myopathien bezeichnet, die 1966 erstmals beschrieben wurde.

## Klinik
Klinisch lassen sich drei Verlaufsformen abgrenzen, die sich auch durch einen unterschiedlichen Erbgang unterscheiden:
- Die X-chromosomal-rezessive Form hat den schwersten Verlauf. Bei den betroffenen Jungen besteht bei der Geburt eine generalisierte Hypotonie der Muskulatur („floppy infant“); die motorische Entwicklung ist deutlich verzögert. Insbesondere durch die Schwäche der Atemmuskulatur entstehende Probleme führen zum Tod in den ersten Lebensmonaten. Die für den Gendefekt heterozygoten Mütter können als Konduktorin eine milde Schwäche der Gesichtsmuskulatur oder eine geringe Myotonie aufweisen.[3]
- Die autosomal-dominante Form ist durch eine langsam fortschreitende Muskelschwäche charakterisiert, die während der Kindheit oder im jungen Erwachsenenalter auftritt. Typisch ist ein proximales Verteilungsmuster, wobei überwiegend die Muskulatur von  Hals, Schultergürtel und Körperstamm betroffen sind. Häufig ist eine Beteiligung der Augenmuskulatur mit Ptose und externer Ophthalmoplegie.
- Die seltene autosomal-rezessive Form hat einen heterogenen Verlauf. Der Erkrankungsbeginn liegt zwischen den beiden anderen Formen.[4]

## Histologie

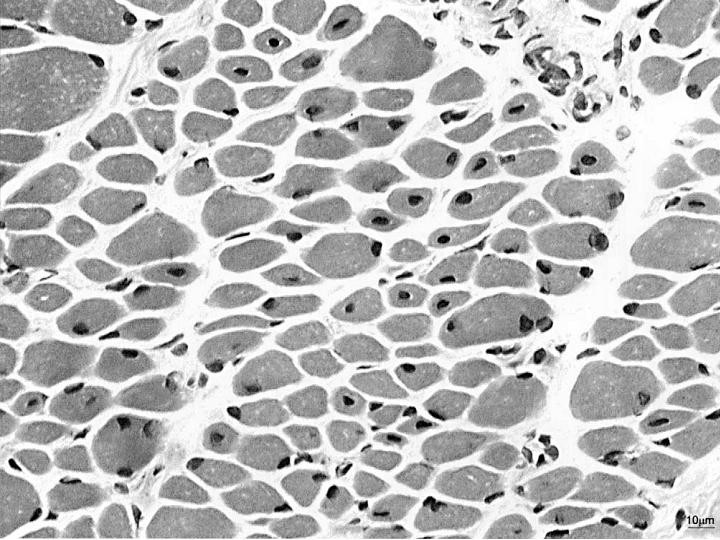
Typische Histologie mit zentralisierten Kernen.

In der Muskelbiopsie sind bei allen Formen unreife Muskelfasern mit einer hohen Zahl zentraler Kerne auffällig, deren histologisches Bild an das fetale myotubuläre Entwicklungsstadium der Skelettmuskulatur erinnert. Es dominiert eine Typ-1-Muskelfaseratrophie.

## Genetik
Bei der  X-chromosomal-rezessiven Form sind in der Mehrzahl der Familien Mutationen des für das die  Phosphatase Myotubularin codierenden MTM1-Gens beschrieben worden. Während bei der autosomal-dominanten Form in einzelnen Familien Mutationen des für die GTPase Dynamin-2 codierenden DNM2-Gens nachgewiesen worden sind, wurden bei der autosomal-rezessiven Form Mutationen des BIN1-Gens gefunden. Interessanterweise scheint dieses Gen eine Schlüsselrolle bei der normalen Entwicklung der Skelettmuskulatur zu spielen.